# پیوس پنجم
پاپ پیوس پنجم (به انگلیسی: Pius V) (متولد ۱۷ ژانویه۱۵۰۴ – درگذشته ۱ مه ۱۵۷۲) یکی از پاپ‌های کلیسای کاتولیک رم بود که در ایتالیا به دنیا آمد و از ۱۵۶۵ تا ۱۵۷۲ میلادی پاپ بود.